# 제5회 금마장
제5회 금마장의 시상식에 관한 내용이다. 중화민국 타이베이시 중샨에서 1967년 10월 31일 개최되었다.

## 수상 및 후보

### 작품상
- 아녀약란

### 감독상
- 이가 수상

### 남우주연상
- 구위 수상

### 여우주연상
- 강청 수상

### 남우조연상
- 최복생 수상

### 여우조연상
- 우천 수상